# 60 Minuts
60 Minuts és un programa de televisió creat pel productor Don Hewitt i produït el canal de televisió nord-americana CBS, amb format d'anàlisi i informació periodística. Des del 24 de setembre de 1968, dia que es va emetre la seva primera edició amb Harry Reasoner i Mike Wallace com a presentadors, ha tingut un gran èxit als Estats Units. El programa presenta tres reportatges d'actualitat en cada edició.
El programa s'emet els dimarts a les 22 h., alternant-se amb altres programes de la informació de la xarxa  CBS. El presentaven Mike Wallace  i Harry Reasoner. Aquest últim va ser substituït per Morley Safer el 1970.
A partir de 1975, el programa es va emetre cada diumenge a les 19 h i va augmentar gradualment la seva audiència. A finals dels anys setanta, es va convertir en el programa més vist als Estats Units, superant les telenovel·les més populars.
A finals del 2004, Don Hewitt es va retirar. És substituït per Jeff Fager, fins aleshores productor de l'espectacle derivat  60 Minuts Wednesday  (anteriorment 60 minutes II).

## Història de les emissions

### Primers anys
El programa utilitzava un format de revista similar al del programa canadenc W5, que s'havia estrenat dos anys abans. Va ser pioner en molts dels procediments i tècniques de periodisme d'investigació més importants, com ara reeditar entrevistes, càmeres ocultes i visites de "periodisme gotcha" a la llar o l'oficina d'un objecte d'investigació. Programes similars van sorgir a Austràlia i el Canadà durant la dècada de 1970, així com a les notícies de la televisió local.
Inicialment, 60 Minuts s'emetia com un programa quinzenal organitzat per Harry Reasoner i Mike Wallace, debutant el 24 de setembre de 1968 i alternant setmanes amb altres produccions de CBS News els dimarts a la nit a les 10:00.pm Hora de l'Est. La primera edició va ser descrita per Reasoner a l'inici com una "mena de revista per a televisió". La primera croma de "portada de revista" va ser una foto de dos policies amb casc (per al segment d'entrevista de Clark). Wallace i Reasoner seien en cadires a costats oposats del plató, que tenia un fons de color crema; el fons negre més famós (que encara s'utilitza a la dècada de 2020) no va aparèixer fins a l'any següent. El logotip estava en tipus helvetica amb la paraula "Minutes" escrita en minúscules; el logotip més associat amb la sèrie (representat en tipus eurostile amb "Minutes" escrit en majúscules) no va aparèixer fins al 1974 aproximadament. A més, per ampliar el motiu de la revista, els productors van afegir un "Vol. xx, No. xx" a la pantalla del títol a la croma; seguint el model de les identificacions de volum i número que apareixen a les revistes impreses, es va utilitzar fins al 1971 aproximadament. El cronòmetre característic, però, no va aparèixer a l'emissió inaugural; no s'estrenaria fins a diversos episodis més tard. Alpo, el menjar per a gossos, va ser l'únic patrocinador del primer programa.
Don Hewitt, que havia estat productor del CBS Evening News amb Walter Cronkite, va buscar Wallace com a contrast estilístic amb Reasoner. Segons un historiador del programa, la idea del format era fer dels presentadors els reporters, per presentar sempre històries d'importància nacional però centrades en individus involucrats o en conflicte amb aquests temes, i limitar el temps d'emissió dels informes a uns 13 minuts. Tanmateix, la temporada inicial va ser problemàtica per la manca de confiança de la cadena, ja que el programa no va obtenir audiències gaire més altes que les d'altres documentals de CBS News. Per regla general, durant aquella època, la programació de notícies durant el prime time perdia diners; les cadenes programaven principalment programes d'afers públics en horari de màxima audiència per reforçar el prestigi dels seus departaments de notícies i, per tant, augmentar les audiències dels informatius nocturns regulars, que eren vistos per molta més gent que els documentals i similars. 60 Minutes va lluitar contra aquest estigma durant els seus primers tres anys.
Els canvis a 60 Minutes van arribar força aviat en la història del programa. Quan Reasoner va deixar la CBS per copresentar el telenotícies vespertí d'ABC (tornaria a la CBS i a 60 Minutes el 1978), Morley Safer es va unir a l'equip el 1970 i va assumir les tasques de Reasoner d'informar sobre històries menys agressives. Tanmateix, quan Richard Nixon va començar a atacar l'accés i la informació de la premsa, fins i tot Safer, anteriorment cap de l'oficina de notícies de la CBS a Saigon i Londres, va començar a fer reportatges d'investigació "durs", i només durant la temporada 1970-71, "60 Minutes" va informar sobre bombes de dispersió, l'exèrcit sud-vietnamita, evasors del servei militar, Nigèria, l'Orient Mitjà i Irlanda del Nord.

### Efectes de la Regla d'Accés a l'Horari de Prime i anys posteriors

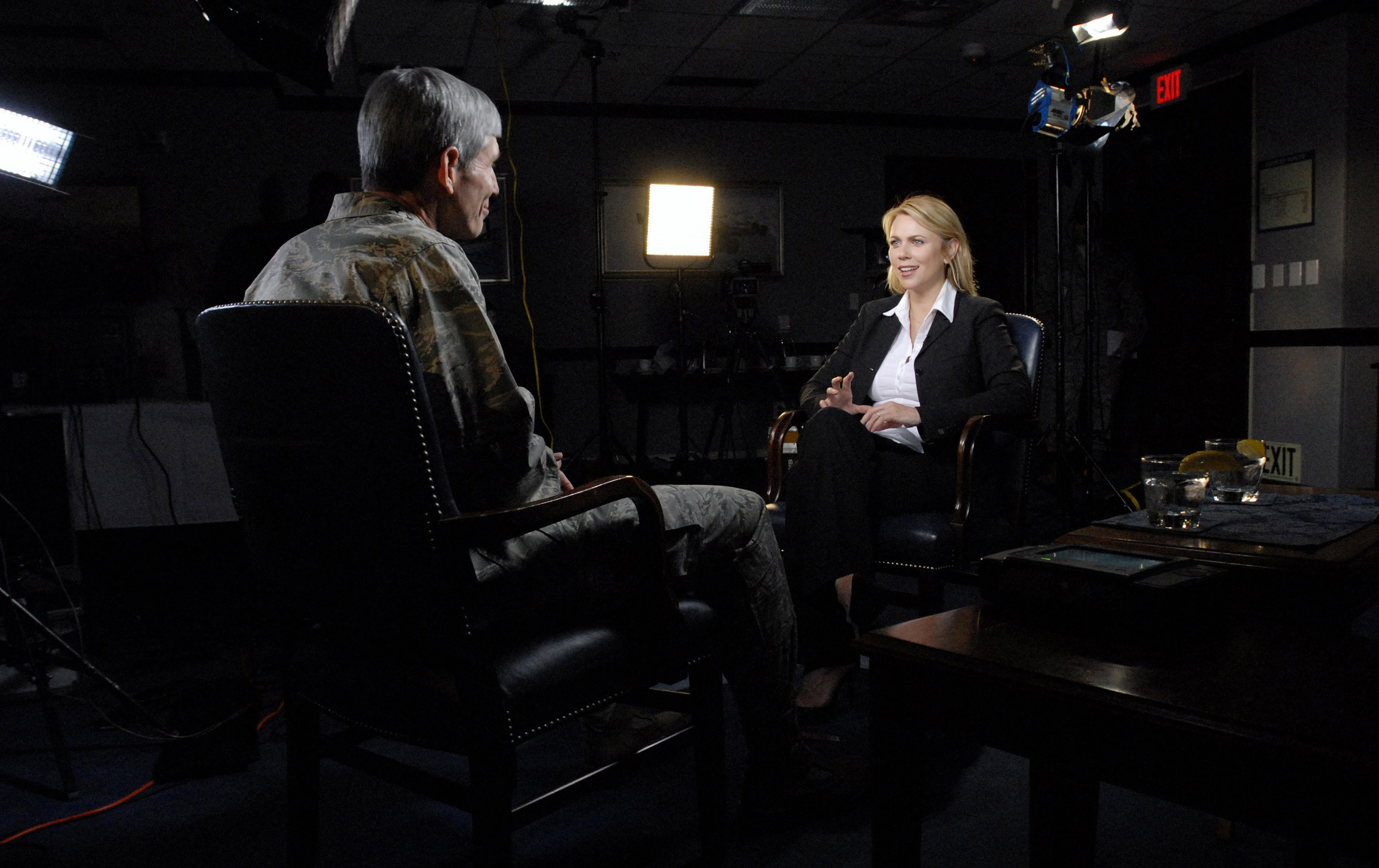
El cap de l'Estat Major de la Força Aèria, general Norton A. Schwartz, en una entrevista amb Lara Logan, 15 d'abril de 2009

El 1971, la Comissió Federal de Comunicacions (FCC) va introduir la Regla d'Accés a l'Horari de Prime, que va alliberar els afiliats de les cadenes locals dels 50 principals mercats (a la pràctica, tota la cadena) per prendre mitja hora d'horari de màxima audiència de les cadenes de dilluns a dissabte i una hora sencera els diumenges. Com que gairebé tots els afiliats van trobar que els costos de producció de l'objectiu previst de la FCC d'augmentar la programació d'assumptes públics eren molt alts i els índexs d'audiència (i per associació, els ingressos publicitaris) baixos, cosa que els feia majoritàriament poc rendibles, la FCC va crear una excepció per a les notícies i els programes d'assumptes públics creats per les cadenes. Després d'una pausa de sis mesos a finals de 1971, la CBS va trobar un lloc ideal per a "60 Minutes" en una part d'aquell horari desplaçat, de 18:00 a 19:00 hora de l'est (de 17:00 a 18:00 hora estàndard del centre) els diumenges de gener de 1972.
Això va resultar poc satisfactori, però, perquè per tal d'acomodar les transmissions televisives de la CBS dels partits de la tarda de la National Football League (NFL), 60 Minutes va fer una pausa durant la tardor de 1972 a 1975 (i l'estiu de 1972). Això va passar perquè les transmissions televisives de futbol estaven protegides contractualment contra interrupcions arran del famós incident de "Heidi Bowl" a la NBC el novembre de 1968. Malgrat la programació irregular, els impactants reportatges del programa van atreure una audiència en constant creixement, sobretot durant els últims dies de la Guerra del Vietnam i els esdeveniments emocionants de l'escàndol Watergate; en aquell moment, pocs o cap altre programa de notícies important feia reportatges d'investigació en profunditat al nivell de 60 Minutes. Finalment, durant els estius de 1973 a 1975, la CBS va permetre que el programa tornés a la graella de màxima audiència, els divendres de 1973 i els diumenges dels dos anys següents, com a substitut dels programes emesos durant la temporada regular de televisió.
El 1976, 60 Minutes es va convertir en el programa amb més audiència els diumenges a la nit als Estats Units. El 1979, va aconseguir el lloc número 1 entre tots els programes de televisió a les audiències de Nielsen, una cosa inèdita per a un informatiu en horari de màxima audiència. Aquest èxit es va traduir en grans beneficis per a la CBS; les tarifes publicitàries van augmentar de 17.000 dòlars per anunci de 30 segons el 1975 a 175.000 dòlars el 1982.

## Reporters i presentadors

### Actualment
Presentadors
- Lesley Stahl (1991–) (edició de mitjanit, coeditor)
- Scott Pelley (2003–) (edició de migdia)
- Anderson Cooper (des de setembre de 2006) (edició de mitjanit els caps de setmana i edició central, en reemplaçaments)
- Bill Whitaker (presentador, 2014–)
- Sharyn Alfonsi (2015–)
- Jon Wertheim (2017–)
- Cecilia Vega (presentadora, 2023–)

Reporters a temps parcial
- Jonathan LaPook (2013–)[7]
- Norah O'Donnell (2015–)

### Anteriorment
Presentadors
- Mike Wallace (presentador, 1968–2006; corresponsal, emèrit 2006–2008)
- Harry Reasoner (presentador 1968–1970, 1978–1991)
- Morley Safer (corresponsal a temps parcial, 1968-1970, presentador 1970–2016)[8]
- Dan Rather (corresponsal a temps parcial, 1968–1975; presentador, 1975–1981 i 2005–2006)
- Ed Bradley (corresponsal a temps parcial, 1976–1981; presentador, 1981–2006)[9]
- Diane Sawyer (corresponsal a temps parcial, 1981–1984; presentadora, 1984–1989)
- Meredith Vieira (corresponsal a temps parcial, 1982–1985 i 1991–1993; presentadora, 1990–1991)
- Bob Simon (1996–2015,[10] feia l'edició de mitjanit fins a 2015, actualment: edició central els dijous, edició de migdia i central els caps de setmana)
- Christiane Amanpour (corresponsal a temps parcial, 1996–2000; presentadora, 2000–2005)
- Steve Kroft (1989–2019; coeditor 2019) (edició central, dilluns, dimecres i divendres, retirat)
- Lara Logan (corresponsal a temps parcial, 2005–2012; presentadora, 2012–2018)[11]
- John Dickerson (2019–2021)

Reporters a temps parcial
- Walter Cronkite (1968–1981)
- Charles Kuralt (1968–1979)
- Roger Mudd (1968–1980)
- Bill Plante (1968–1995)
- Eric Sevareid (1968–1969)
- John Hart (1969–1975) (retirat)
- Bob Schieffer (1973–1996)
- Morton Dean (1975–1979) (retirat)
- Marlene Sanders (1978–1987)
- Charles Osgood (1981–1994)
- Forrest Sawyer (1985–1987)
- Connie Chung (1990–1993) (retirat)
- Paula Zahn (1990–1999)
- John Roberts (1992–2005)
- Russ Mitchell (1995–1998)
- Carol Marin (1997–2002)[12]
- Vicki Mabrey (1999–2005)
- Katie Couric (2006–2011)
- Charlie Rose (2008–2017)
- Byron Pitts (2009–2013)[13] (at ABC News since)
- Sanjay Gupta (2011–2014)
- Alison Stewart (2012)
- Clarissa Ward (2012–2015)
- Oprah Winfrey (2017–2018)[14]

## Format
60 Minuts consisteix en tres notícies de llarga durada sense gràfics superposats. Hi ha un tall comercial entre dues històries. Cada història s'introdueix a partir d’un conjunt amb un teló de fons semblant a pàgines d'una història de la revista sobre el mateix tema. El programa realitza les seves pròpies investigacions i fa un seguiment de les investigacions impulsades per diaris nacionals i altres fonts. A diferència del seu competidor més famós 20/20, així com programes de notícies tradicionals locals i nacionals, els periodistes de 60 Minutes mai no comparteixen la pantalla (ni parlen) amb altres periodistes de 60 minuts a la càmera en cap moment. Això crea un fort sentiment psicològic d’intimitat entre el periodista i l'espectador de televisió.

### To dels informatius
60 Minuts combina el periodisme de sonda de la sèrie CBS See It Now dels anys 50 amb Edward R. Murrow (un programa per al qual Hewitt va ser el director durant els seus primers anys) i els perfils de personalitat d’un altre programa de Murrow, Person to Person. Segons les pròpies paraules de Hewitt, 60 minuts combina "Higher Murrow" i "lower Murrow".

## Altres versions
L'èxit de 60 Minuts ha estat tal que s'han realitzat adaptacions en diversos països:

### Argentina
El 1979, l'Argentina Televisora Color (ATC) va crear el noticiari 60 minuts, conduït per José Gómez Fonts, Silvia Fernández Barrio i Maria Larreta. Amb la direcció periodística d’Horacio Larrosa, el programa es va convertir en l'eina de comunicació i l'espai de presa de posició de les Forces Armades i la societat civil.
L'abril de 1982, durant la Guerra de les Malvines, la televisió i en especial "60 minuts" van tenir un paper important en la societat argentina, ja que van ser els portaveus oficials del que passava a les Illes. El 2 d'abril es va transmetre el desembarcament, i a partir del 12 d'abril, ATC es va instal·lar a Malvines per transmetre en directe amb la cobertura del periodista Nicolás Kasanzew. Va acabar d'emetre's el 1983.

### Austràlia
La versió australiana de 60 Minuts va ser estrenada l'11 de febrer de 1979 i s'emet els diumenges a la nit en la cadena Nine Network.
Els seus reporters són:
- Liam Bartlett (2006-)
- Tara Brown (2001-)
- Liz Hayes (1996-)
- Peter Overton (2001-)

El seu comentarista és:
- Peter Harvey (2003-)

### Catalunya
Televisió de Catalunya han emès alguns dels treballs periodístics més prestigiosos produïts a tot el món sobre temes d'actualitat.

### Espanya
A Espanya, diverses cadenes autonòmiques, emeten o han emès el format. Canal Sur, emeten els «60 minutos» a Canal Sur 2.
Euskal Telebista va emetre el format «60 minuts» entre 2011 i 2013, dedicant cada programa a un personatge o tema d'actualitat. Telemadrid va emetre durant vint-i-un anys, una adaptació del format denominada «30 minuts».

### Mèxic
Produïda per Televisa i conduïda pel periodista Juan Ruiz Healy en la seva primera etapa de 1978 a 1984, va ser el programa pioner en periodisme de recerca de la TV mexicana. El seu primer director va ser Félix Cortés Camarillo. Li van succeir Gonzalo Carvajal, Graciela Lleial, Andrés Díaz Zayas, Jorge Vargas Diex Barroso i Jaime Maussan. El seu lema "periodisme de fons en televisió" va ser molt famós i va aconseguir grans nivells d'audiència els diumenges a les 23 h. Va ser tota una fita de la televisió mexicana.
La sèrie va acabar després de disset anys a l'aire el gener de 1995 i va comptar amb audaços reporters-investigadors, que després serien molt reconeguts i formarien projectes independents com: Jaime Maussan, Miguel Bárcena, Miguel Ángel Collado, Jorge L. Castañeda, Guillermo Figueroa, Rafael Vyera Matuk, Victor Hugo Hernández, Jorge Ramos Ávalos, Alfonso Teixeixi Cunningham (Productor i conductor en Freqüència TEC 94,4 FM), Lourdes Mendoza Rubio (Locutora en Radi 620 AM), Salvador Alejandro González, Beatriz Evangelista, Santos Mondragón, Alberto Tinoco Guadarrama, José Martín Sámano i Sotero García Reyes (també reporter de l'Herald de Mèxic i argumentista de Fantomas), entre d'altres.
Va haver-hi algunes paròdies en programes còmics: en La carabina de Ambrosio per Alejandro Suárez amb "60 monitos" i en Chiquilladas per Carlos Espejel amb "60 segunditos".

### Nova Zelanda
La versió neozelandesa de 60 Minuts es va començar a emetre al canal TV3 en 1989. En 1992 els drets de 60 minuts van ser comprats pel canal TVNZ, que ho va començar a emetre en 1993. En 2002 va començar a emetre el seu propi programa de recerca anomenat Sunday, per la qual cosa 60 minuts va ser cancel·lat. 60 minuts és transmès novament per la cadena TV3 i és presentat per Mike McRoberts, amb la participació de Melanie Reid i Amanda Miler.

### Paraguai
L'Emissora Red Guaraní (Canal 2) d'Asunción, Paraguai, porta la versió homònima d'aquest programa estatunidenc a partir del 14 de març de 2005 i va ser conduït per Pamela Esbarzer i Pablo Valdez i es va emetre de dilluns a divendres a les 12.30 p. m. (hora local). Es va tornar a emetre l'1 de febrer de 2012 a les 11.00, també hora local de la mà de Bibiana Landó en la conducció.